# Pregrada
Pregrada város és község Horvátországban Krapina-Zagorje megyében. Közigazgatásilag Benkovo, Bregi Kostelski, Bušin, Cigrovec, Donja Plemenšćina, Gabrovec, Gorjakovo, Gornja Plemenšćina, Klenice, Kostel, Kostelsko, Mala Gora, Marinec, Martiša Ves, Pavlovec Pregradski, Sopot, Stipernica, Svetojurski Vrh, Valentinovo, Velika Gora, Vinagora, Višnjevec, Vojsak, Vrhi Pregradski és Vrhi Vinagorski tartozik hozzá.

## Fekvése
Krapinától 10 km-re nyugatra, a Horvát Zagorje legnyugatibb részén a Szutla-folyó és a Macelj-hegység között, a Kunagora alatt fekszik.

## Története
A város területe a középkorban a koszteli uradalomhoz tartozott. A Kunagora északi lejtőin még mai is felsejlenek Kosztel várának maradványai. Kosztel és a koszteli Szent Imre plébánia első említése a zágrábi káptalan statútumában található. Első ismert birtokosa a Cillei család volt, akik még Zsigmond királytól kapták a koszteli uradalmat és a horvát Zagorje területének legnagyobb részét. Az utolsó Cillei, Ulrik gróf 1456-os, a Hunyadiak által történt meggyilkolása után a cseh származású Vitovecz János kapta meg a birtokot. Mivel utódai ellene fordultak, Hunyadi Mátyás elvette birtokaikat, majd később fiának Corvin Jánosnak adta. Corvin János, aki horvát és szlavón bán volt a Zagorje és a nagytábori uradalom birtokaiba a Rátkayakat iktatta be. Hamarosan a koszteli uradalom birtokosai is változtak, mert Corvin János özvegye Frangepán Beatrix Brandenburgi Györgyhöz ment feleségül, aki rövid ideig Kosztelt is birtokolta. 1523-ban aztán 13 ezer forintért Keglevich Péter bán vásárolta meg. A buzsinai Keglevichek a török támadások elől jöttek ide boszniai birtokaikról és itt telepedtek le. A török veszély elmúltával a 17. század végén a család elhagyta a koszteli várat és a pregradai völgyben épített magának kényelmes kastélyt. Itt éltek a 19. század végéig, amikor az utolsó Keglevich a birtokot Kaucsich Antalnak adta el.
A település maga a 19. század elejéig falusi jelleget mutatott. Ekkor kezdett fejlődni az ipar és számos ipari üzem létesült. A városiasodás kezdetének az 1857-es esztendő számít, amikor Pregrada járási székhely lett. Az akkori pregradai járás felölelte a mai Pregrada, Desinić, Hum na Sutli, Vinagora és Krapinske Toplice községek területét. Pregradán megtalálhatók voltak a járási központok objektumai, így a járási hivatal, a posta, a bíróság intézményei és később bánya is nyílt a településen.
A településnek 1857-ben 428, 1910-ben 763 lakosa volt. Trianonig Varasd vármegye Pregradai járásához tartozott. 1955-ben megszűnt a pregradai járás és megalakították Pregrada községet, amely 1962-ig állt fenn, amikor Krapinához csatolták. Ez az állapot 1978-ig tartott, amikor a községet újra alakították, mai formájában pedig 1997-óta működik. A településnek 2001-ben 1654 lakosa volt.

## Nevezetességei
- A Nagyboldogasszony tiszteletére szentelt plébániatemplom[2] 1803 és 1818 között épült. Az építés fő támogatója Keglevich Júlia grófnő volt. Felszentelése 1820-ban történt. Elődje, a korábbi templom egy 1800-ban készített akvarellen látható a Kunagora aljában, főoltárát még 1650-ben Keglevich Ferenc adományozta. A mai templom 38 méret hosszú és 19 méter széles, neoklasszicista stílusú. Homlokzatát a két 45 méter magas torony, valamint a háromszögű oromzatban festett Nagyboldogasszony képe uralja, mely a templom 1874 és 1876 között végzett megújításakor készült. A templom eredeti főoltára nem maradt ránk. A mai főoltárt 1844-ben készíttette Križanić plébános, a főoltár képét Aleksandar Alagović püspök megbízásából Johann Ziegler bécsi mester festette 1830-ban Tiziano Velencében található hasonló témájú képe alapján. A képet 1965-ben kétmillió dinárért restaurálták a jugoszláv akadémia zágrábi műhelyében. A pregradai Szűzanya oltára a templom legkedveltebb imahelye. Az oltárkép a szeplőtelen fogantatást ábrázolja és a hagyomány szerint a hívek régebben is szívesen zarándokoltak a pregradai Kunagorai Szűzanyához. A vele szimmetrikusan elhelyezett Szent József oltár képe ismeretlen mester alkotása. Az apszis bal oldalán található a Háromkirályok oltára, Johann Beyer bécsi mester alkotása. Vele szemben a Mindenszentek-oltár található, szintén Johann Beyer festette 1847-ben. A szószék a 19. század első felében, 1820 körül készült, romantikus, historizáló stílusban Mađerek plébános idejében. Alsó részén a négy evangélista aranyozott faszobrai láthatók. Keresztelő Szent János és az angyalok barokk figurái valószínűleg még a régi templomból származnak. Az orgona 1834-ben építette Franjo Focht mester Alagović püspök megbízásából. 1854-ben 600 forintért vásárolták meg Zágrábból a templom számára.
- A Kunagora aljában, templom feletti dombocskán áll a pregradai plébánia épülete a horvát barokk építészet kiemelkedő alkotása. A város domináns épülete.
- Régészeti terepbejárás során bukkantak rá a Kunagora területén fekvő Japica régészeti lelőhelyre, az itt talált régészeti leleteket a város múzeumának adták át. Az adományozott tárgyak között több bronzfibula, egy dombornyomással díszített bronztányér és több római érme példánya található. A szintén itt található „Pregrada II” kőbányavállalat területén egy eddig ismeretlen régészeti lelőhely nagymértékű pusztulását állapította meg a terepbejárás. A terepalakzatok alapján megállapították, hogy itt egy kettős erődített település állt, amely ugyanazon domb két csúcsán feküdt.[3]
- A várostól északra emelkedő magaslaton találhatók Kosztel középkori várának maradványai. Neve a latin castellum szóból ered, amely várat, erődöt jelent. Első írásos említése 1334-ből származik, 1398-tól a Cilleieké, majd a Vitoveczeké, Corvin Jánosé, végül a Keglevicheké, akik a török veszély elmúltával a 17. század végén elhagyták és a pregradai völgyben építettek maguknak kényelmes kastélyt. Azóta állapota egyre romlik.
- A város központjának közelében a Plemenšćinára menő út mellett áll Gorica kastélya. Amint a bejárat feletti címer is jelzi, a Keglevich családé volt, akik Kosztel várának elhagyásakor a 17. század végén építették.[4]
- A város szélétől délkeletre a főút felett áll Dubrava kastélya, építésének pontos ideje nem ismert. Az eredeti épületből az átépítés után csak a kerek torony maradt meg. Az épület restaurálás hiányában és a nem megfelelő használat miatt nagyon rossz állapotban van.[5]
- A környék legnagyobb fennmaradt kastélya Bežanec, a várostól délkeletre fekvő Valentinovóban áll.[6] A kastély négyszög alaprajzú, egyemeletes, torony nélküli épület késő barokk és klasszicista stílusjegyekkel. A bejárat felett kis órás tornyocska látható. A kastélyhoz rezgőnyárfasor vezet, az egykori park fái közül borókafenyők, lucfenyők, nyírfák és hársak maradtak meg. Birtokosai a Keglevichek, Kollenbachok, a Schlaun-Linden bárók voltak, majd 1842-ben Franz Ottenfels Gschwind báró, császári követ vásárolta meg. Jozefa bárónő sokat építtetett rajta, ugyanis egy jóslat azt mondta neki, hogy addig fog élni amíg építeni tud. A kastély ma egy vállalkozó Siniša Križanac tulajdona, vendéglátó és turisztikai célokat szolgál.
- Pregrada község legnevezetesebb fennmaradt kúriája Janko Leskovar valentinovói szülőháza. Itt született a neves horvát író 1861. december 12-én.
- A város egyik legrégibb épülete Adolf Thierry gyógyszertára és laboratóriuma, ahol az európai hírű gyógyszerész készítette balzsamait és kenőcseit. Belső berendezése még mindig ugyanaz, mint a híres gyógyszerész idejében. A gyógyszertár Pregrada központjában található. 1892-ben alapította Adolf Alfons Thierry de Chateauvieux Délkelet-Európa első vegyi-gyógyszeripari vállalkozásaként, amelynek neve az oldalhomlokzat oromzatán is látható. Az egyemeletes, tetőteres épület szecessziós stílusban épült. A főbejárati homlokzatot az épületdíszek dekoratív módon hangsúlyozzák. A félköríves központi bejárat felett az első emeleten egy kisebb erkély található. A földszintet vízszintes sávok hangsúlyozzák, míg az első emeleti ablakok téglalap alakúak és dekoratívan díszítettek. A gyógyszertárban található fabútorok eredetiek maradtak, Gnus külvárosi bútorasztalos mester munkái.[7]
- A Szent Lénárd-templom egy észak–déli tájolású dombon helyezkedik el. A templom a 18. században épült egy régebbi kápolna helyén, de a 19. században alaposan átépítették. Az alaprajz a kórus területéből, egy négyzet alakú hajóból és egy kissé keskenyebb négyzet alakú szentélyből áll, melyhez nyugatról csatlakozik a sekrestye. A homlokzat felett emelkedik a harangtorony. A késő barokk hajó és szentély kialakítása illeszkedik az 1770-es évek építészeti stílusába. A 19. századi átépítésben az épület alapvető jellemzői megmaradtak, de részleteiben klasszicizálták. A jól megkomponált homlokzatok, valamint a részletek kivitelezése szakavatott műhelyre vall.[8]
- A temetőben, a Kosteljina-patak keleti partján, egy kis dombon található a Megfeszített Krisztus temetőkápolna. A kápolna építése 1880 körül fejeződött be. Alaprajza négyzet alakú, egy bejárati fedett tornácból és az elhunytak búcsúztatóterméből áll. A kápolna építészeti szempontból a neogótikus stílusban készült, ami különösen jól látszik a fedett bejárati tornácon, amely három csúcsos, neogótikus ívvel nyugati irányban nyílik. A középső, legmagasabb ív feletti oromfalon emelkedik a harangtorony, melynek elülső oldalán egy félköríves záródású fülke található, amelybe feszületet helyeztek.[9]

## Híres emberek
Itt született 1861. december 12-én Janko Leskovar horvát író.

## Külső hivatkozások
- Hivatalos oldal
- A város információs portálja